# Tadeusz Hobler
Tadeusz Hobler (ur. 16 maja 1899 w Samborze, zm. 19 marca 1975 w Gliwicach) – polski inżynier, wykładowca akademicki.

## Życiorys
Pochodził z rodziny inteligenckiej. Wychowywany w duchu patriotycznym, po zdaniu egzaminu dojrzałości w roku 1917 wstąpił do legionów i z frontu włoskiego udało mu się przedostać do organizującej się we Włoszech armii polskiej, a z nią do Francji. Do Polski wrócił z armią gen. Hallera, w której walczył w wojnie polsko-bolszewickiej. Za okazane męstwo oraz zasługi poniesione w okresie walk o niepodległość został odznaczony dwoma Krzyżami Walecznych (jeden z okuciem), Odznaką Internowania (legionistów na Węgrzech) oraz Medalem Niepodległości.
W roku 1921 rozpoczął studia na Wydziale Mechanicznym Politechniki Lwowskiej, które ukończył w roku 1924 z wynikiem celującym. Rok po studiach objął kierownictwo biura konstrukcyjnego, którego celem była odbudowa i rozbudowa polskiego przemysłu azotowego. Do roku 1931 pracował nad projektem nowo budowanej fabryki (PFZA) w Mościcach, gdzie był twórcą nowych rozwiązań w zakresie instalacji kwasu azotowego, konwersji gazu wodnego i azotanu amonu, uzyskując z tej dziedziny patenty krajowe i zagraniczne.
Po uruchomieniu zakładu w Mościcach wyjechał do pracy w zakładach we Francji i Szwajcarii, gdzie pracował na stanowisku samodzielnego kierownika sekcji projektowo-konstrukcyjnej. Opracował tu oryginalną metodę produkcji kwasu azotowego pod ciśnieniem, nazywaną obecnie metodą HNH (Hydro-Nitro-Hobler). W roku 1938 powrócił do kraju i objął stanowisko dyrektora technicznego Państwowej Fabryki Związków Azotowych w Mościcach. 
W latach 1939–1941 przebywał we Lwowie i pracował na stanowisku docenta w Katedrze Teorii Maszyn Cieplnych Politechniki Lwowskiej. Wykładał termodynamikę techniczną i zasady ruchu ciepła w Oddziale Naftowym Wydziału Mechanicznego. Po wkroczeniu Niemców do Lwowa ukrywał się u rodziny na wsi. Opracował w tym czasie monografię pt. Metoda obliczeń urządzeń absorpcyjnych. 
Po wojnie utworzył zakład konstrukcyjno-projektowy Główne Biuro Inwestycji i Odbudowy, którego głównym celem było przyczynienie się do odbudowy zniszczonego przemysłu chemicznego. W roku 1949 został profesorem nadzwyczajnym i objął kierownictwo Katedry Inżynierii Chemicznej na Wydziale Chemicznym Politechniki Śląskiej. Odtąd skupił się na dwóch podstawowych zagadnieniach: pierwszym z nich było stworzenie nowego kierunku studiów pod perspektywicznym tytułem Inżynierii Chemicznej i Procesowej, drugim zaś stworzenie silnego zaplecza badawczego dla tematyki podstawowej, jak i techniczno-przemysłowej z inżynierii i aparatury chemicznej. 
W roku 1953 przeniósł się do utworzonego w Politechnice Śląskiej Wydziału Mechanicznego Energetycznego i w latach 1953–1965 był kierownikiem Katedry Inżynierii i Konstrukcji Aparatury Chemicznej, którą zorganizował. W roku 1954 został profesorem zwyczajnym i członkiem korespondentem Polskiej Akademii Nauk. W roku 1958 Sekretariat Naukowy PAN powierzył mu organizację ośrodka badawczego inżynierii i konstrukcji aparatury chemicznej. W wyniku tego powstał w Gliwicach Zakład Inżynierii Chemicznej i Konstrukcji Aparatury Polskiej Akademii Nauk. 
Podsumowaniem jego badań było opracowanie przez niego książki pt. Dyfuzyjny ruch masy i absorbery. Innym bardzo ważnym zagadnieniem opracowywanym przez prof. Hoblera i jego współpracowników był jednoczesny przepływ ciepła i dyfuzji substancji. 
W roku 1966 został członkiem rzeczywistym PAN i przez kilka kadencji był członkiem jej prezydium. Jego dorobek naukowy obejmuje ponad 100 oryginalnych publikacji badawczych i 10 książek (Ruch ciepła i wymienniki oraz Dyfuzyjny ruch masy i absorbery wydano również w języku angielskim, rosyjskim i czeskim). 
Był promotorem 25 prac doktorskich. Jego 11 wychowanków zostało profesorami. W roku 1968 Instytut Technologiczny w Leningradzie, a w roku 1969 Politechnika Śląska nadała mu doktorat honoris causa. Otrzymał dwukrotnie Nagrodę Państwową za zasługi na polu nauki. Odznaczony został m.in. Krzyżem Kawalerskim (1954) i Oficerskim Orderu Odrodzenia Polski i Sztandarem Pracy II klasy. Zmarł 19 marca 1975 r. w Gliwicach, gdzie został pochowany.